# نوه يونغ-مين
نوه يونغ-مين هو سياسي كوري جنوبي، ولد في 25 نوفمبر 1957 في تشونغجو في كوريا الجنوبية. نشط حزبياً في الحزب الديمقراطي الكوري.

## مناصب
- في الانتخابات التشريعية الكورية الجنوبية 2004 [الإنجليزية]‏، انتخب عضو الجمعية الوطنية الكورية الجنوبية  [لغات أخرى]‏ عن دائرة  خلال فترته النيابية  [لغات أخرى]‏ (30 مايو 2004 – 29 مايو 2008).
- انتخب عضو الجمعية الوطنية الكورية الجنوبية  [لغات أخرى]‏ عن دائرة  خلال فترته النيابية  [لغات أخرى]‏ (30 مايو 2008 – 29 مايو 2012).
- انتخب عضو الجمعية الوطنية الكورية الجنوبية  [لغات أخرى]‏ خلال فترته النيابية  [لغات أخرى]‏ (30 مايو 2012 – 29 مايو 2016).
- انتخب عضو الجمعية الوطنية الكورية الجنوبية  [لغات أخرى]‏.